# Устрій держав мая
Устрій держав мая — адміністративно-політична організація політій цивілізації мая. В усі періоди свого існування представляли здебільшого централізовані монархії, іноді теократичні, з чітким територіальним поділом.

## Влада
Царський двір на чолі із ахавом грав центральне місце в системі управління. Адміністративні функції виконували представники рангу ahk'uhu'no'b («писарів»).
Водночас цар та його родичі (або члени почту) в класичний період суворо контролювали добування, обмін і розподіл корисних копалень та цінних матеріалів. Лише в часи пізньокласичного періоду центральна влада послаблюється, чим скористалася провінційна еліта (так званні сахалі), які стали фактично напівнезалежними володарями.
Займання будь-якої посади називалося k'allah hu'n tu-bahh («була пов'язана пов'язка на його чоло»). Цей вислів використовувалося для царів, придворної знаті й обласних правителів. Головний убір був основним показником соціального статусу. Царська корона називалася sakhu'n («біла пов'язка») або bolon-tsakab k'ahk'-xook hu'n («дев'ятивузлова вогняна акуляча пов'язка»), на якій розміщувалися зображення божеств і предків. Головний убір звичайних посадових осіб становила паперова стрічка.
У післякласичний період знову наступає період зміцнення центральної влади, особливо це стосується Юкатана, де тривалий час володарювали тольтеки. Вони приймають титул халач-вінік, поєднавши світську та жрецьку влади. Правитель мав також титул ахаву, який носили ще царі класичного періоду. Втім вже до кінця XII ст. жерці знову отримують самостійність, а у правителів залишається переважно світська влада. У гірській частині влада царів була обмежена знаттю та жрецтвом. Водночас у племен кіче та качкелей правители декілька вождів-царів, що було запобіжником проти надмірного їх посилення.

## Столиці та міста. Демографія
В середньому населення столиць у класичний період становило 4000-10000 осіб, за винятком таких Йашмутуля з 20 тис., Хуштетун з 30 тис., Хуш-віци зі 120 тис. мешканців в часи розквіту. В обласних містах і містечках проживало від 1000 до 3000 осіб. Загальна чисельність населення великих царств становило кілька сотень тисяч осіб.
Чисельність населення у післякласичний період каха (поселення) коливалася від декількох сотень до декількох тисяч чоловік. При цьому різниця між столицею і підлеглими поселеннями часто була невелика. найбільші столиці держав мая юкатана становили від 3 до 4,3 тис. осіб.

## Адміністративний устрій
Базовою одиницею політичної структури мая в класичний період була невелика політія номового типу — ахавіль (ахавлель). Зазвичай являли собою централізовану структуру, що іноді мав виключення (наприклад царство Шукальнаах, що становило собою своєрідну федерацію на чолі із родичами, які часто вели самостійну зовнішню політику).
Царства мая зазвичай складалися з кількох областей (каб-ч'єн), що складалися з сільської території — pet, тобто «частина» або kab, тобто «земля» — та міста (ч'ен), яке слугувала провінційною столицею. Це були містами другого (після столиці царства) рівня. Центральний каб-ч'ен був доменом царя й управлявся безпосередньо їм, а інші очолювалися обласними правителями. У ранньокласичний період (250—600 роки) вони управлялися членами молодших ліній царської династії. З VII ст. їх місце займають намісники, що носили титул сахаль («маленька людина»). Двори обласних правителів копіювали структуру царського двору.
Області ділилися на райони (так звані «зони поселення»), що об'єднували кілька десятків громад (50-100 домогосподарств). У містах «зонам» відповідали квартальні підрозділу. Ними керували посадовці середньої ланки — лаками. Найнижчою ланкою була громада міська або сільська), що складалася з декілько родин (за розмірами суттєво різнилися). Стратифікація всередині громад була заснована на відмінностях між великими сім'ями; лідерство передавалося в рамках провідної великої родини.
Для післякласичних майських політій вживається кучкабаль (cuchcabal), що в перекладі означає «земля, область, частина» та вісита, підлеглі якої-небудь столиці.
Камкабель, крім столиці, становили окремі поселення — ках, яких могло нараховуватися від декількох (в кучкабаль Ек'балам) до півтора-двох десятків (Сотута, Мані). Кахами керували батаби, яких призначав халач-вінік. З часом ця посада стала спадковою. В столиці держави обов'зки батаба виконував халач-вінік.
Поселення поділялися на своєрідні квартали-кучтеєлі на чолі з ах-куч-кабом. Вони складали раду каха, з якою радився батаб. В різних випадках ах-куч-каби призначалися батабами, обиралися вільним населення (переважна заможною частиною), були представниками місцевої знаті. На нижчому рівні поселенської ієрархії перебували села — какаб.

## Правова система
Правові норми розвинулися зі звичайного права. Тому право відрізнялося жорстокістю, а більшість злочинів каралося смертю. Проте на сьогодні невідома діяльність законодавців мая. Ймовірно розквіт права відбувався у класичний період, час піднесення держав мая, централізації влади. Все це відповідно спонувало володарів та жерців визначити кожній верстві населення його функцію, підкріплену спеціальними наказами.
Вільні люди виступали як суб'єкти права, невільні та раби були об'єктами права. З погляду мая, потерпілою стороною ніколи не бувало суспільство, а завжди окрема особа. Тому на відміну від інших месоамериканських народів у них був відсутній принцип колективної відповідальності.
Усі вищі особи, починаючи з ахава або халач-вініка та закінчуючи батабом були наділені також судовим функціями. Втім вони займалися особливо складними випадками або питання державної ваги, зокрема зради, втеча з поля бою, злочини аристократів. Побутовими питаннями та кримінальними справами займався холь-поп.

## Соціальна система
Були властиві жорстка ієрархієзація та наявність певних класів. Складалася з еліти (знаті), простолюдинів та рабів. Перша група подлілялася на ahawo'b (правителі та їх родичі), sahalo'b (провінційна еліта) і ahk'uhu'no'b (бюрократичний апарат). Особливий статус мали жерці. Існувала розшарування серед нижчих верств на торгівців, ремісників та землеробів. Раби не мали жодних прав.
Після занепаду класичного періоду найзначущіші соціальні процеси відбувалися переважно на півострові Юкатан частково у гірській частині. На Юкатані вони були пов'язані з впливом тольтеків, що загарбали ці території й відповідно вплинули на соціальні стани (основу становили ешь-мехен або альмехени). Водночас в цей період підвищується вага жрецтва та військового стану. У гірській частині мешкання мая соціальне розшарування відбувалося значно повільніше, частково залишалися родові та сусідні громади.